# リエルナ城
リエルナ城 またはスフォルツァ城（イタリア語:Castello di Lierna）は、イタリア・ロンバルディア州レッコ県リエルナにある城塞。

## 歴史
コモ湖に突き出た半島部、ロンバルディア州レッコ県の自治体域にある。ロマネスク時代最初期に建造された要塞である。